# Széchenyi-kastély (Peresznye)
A Széchenyi-kastély vagy más néven Esterházy–Trauttmannsdorf–Berchtold-kastély Vas vármegyében (1921 előtt Sopron vármegyéhez, 1951-ig Győr-Moson-Sopron megye Csepregi járásához tartozott), Peresznyén található.
A különféle szakirodalmakat olvasva mind a kastély elnevezését, mind 18. és 19. századi történetét illetően ellentmondások mutatkoznak.

## A kastély
A kastély nevével kapcsolatosan sem Csatkai Endre 1937-ben, sem László Ernő 1938-ban nem beszél Széchenyi-kastélyról, egyikük sem említi meg, hogy a Széchenyi család tulajdonába került volna: Csatkai Endre kastélyként, László Ernő Berchtold-kastélyként említi. Genthon István 1959-ben már Széchenyi-kastélyként nevezi meg (szerinte a kastély a Széchenyi család számára épült meg a 18. század végén), az 1976-os műemlékjegyzék, Heckenast János 1987-ben, valamint a Magyar nagylexikon 2002-ben hasonlóan; az utóbbi három forrás az elnevezésről információkat nem közöl. Virág Zsolt 2004-ben kijelenti, hogy a szakirodalomban és útikönyvekben ugyan Széchenyi-kastélyként írnak az épületről, valójában azonban sosem állt a Széchenyi család tulajdonában.
A kastély építésével és történetével kapcsolatosan is ellentmondásosak a különböző források. Csatkai Endre 1937-ben azt írja, hogy a mai kastélyt a régebbi felhasználásával a 18. század végén építtette a tulajdonos, az Esterházy család cseszneki ága, miután a peresznyei birtok körüli zavarok rendeződtek. László Ernő 1938-as cikkében arról ír, hogy a jelenlegi kastély megmaradt legkorábbi része a 18. század során épült meg, s az egyes átalakításokkor a régebbi részeket mindig felhasználták. Genthon István 1959-ben azt írja, hogy a kastély a Széchenyi család számára épült meg a 18. század végén. Heckenast János 1987-es cikke, illetve a Magyar nagylexikon 2002-es 14. kötete szerint a kastély 1727-ben épült a régebbi épület felhasználásával. Virág Zsolt 2004-es könyvében arról ír, hogy a kastélyt Esterházy János (1691–1744) fia, Dániel (1723–1759) építtethette 1727-ben, s egyben a peresznyei templom 1727-es átalakítása is az ő nevéhez fűződik. Dénes József szerint a kastély magva a Nádasdyak korából származik, s ezt felhasználva alakíttatta át Esterházy Dániel 1727-ben a kastélyt; a szerző nem említi meg, melyik Esterházy Dánielről van szó. Ugyanis könnyen félreértésre adhat okot, hogy Esterházy Dániel (1723–1759) nagyapja is Esterházy Dániel volt (aki korábban csakugyan Peresznyén lakott, tehát a korábbi kastély már az övé volt, s Peresznyén hunyt el egykori tiszttársa, kedves embere Csajághy János is 1713 elején). A nagyapa Esterházy Dániel azonban 1714. október 1-jén meghalt, így nem építtethette a kastélyt 1727-ben. Csatkai Endre nem említi ezt az 1727-es építést (az 1727-et és Esterházy Dániel nevét csak a peresznyei templom felújításával kapcsolatban említi meg). Virág Zsolt szerint a kastélyt az Esterházy család 1790 körül copf stílusban átépíttette. Egyes források szerint későbbi tulajdonosai a Széchenyiek voltak. 1866-ban gróf Trauttmannsdorf–Weinsberg József vásárolta meg a kastélyt, amit 1872-ben átengedett Jozefa nevű lányának, aki akkor már 1860 óta gróf Berchtold Zsigmond férje volt, így az épület 1872-ben a Berchtold család tulajdonába került. Az első világháború idején Berchtold Lipót közös külügyminiszter lakta, majd az államosításig a család kezén maradt. Jelenleg szociális otthonként működik.

## A kastélypark
A 6,5 ha-os kastélyparkot ma a Hunyadi János utca két részre osztja. A kastély felé eső parkrész volt korábban a díszkert, ahol ma is megtekinthetők kővázák, illetve egy Flóra-szobor, ami a 18. században barokk stílusban készült. Az utca túloldalán az angolpark található, melyhez egykor vadaskert is tartozott. A tájképi jellegű angolpark ma is látható jellegzetességei a mesterséges tó a benne lévő kis szigettel: „Rousseau szigetével”. A Hunyadi utcával párhuzamos mélyterületen lévő sekélyebb tó ma már csak időszakosan jelenik meg. A kastélyhoz vezető allét és az angolparkot copf stílusú kővázák díszíti. Az egykori kő ülőpadok közül mára kevés maradt meg. A Szent Egyed-templomot és a kastélyt eperfákkal, vadgesztenyefákkal kísért allé kötötte össze a parkon keresztül, amelynek részletei ma is láthatóak.
Az egykori kastélykertben lévő, 1985-ben védetté nyilvánított kertben, egy tó partján áll a nyugati platán (Platanus occienditalis) csodálatos méretű példánya.
2014. március 29-én a park területén került átadásra egy új sportkomplexum, játszótérrel, sportpályával, új fitnesz eszközökkel és defibrillátorral. A fejlesztés összköltsége 22, 8 millió forint volt.

## Galéria

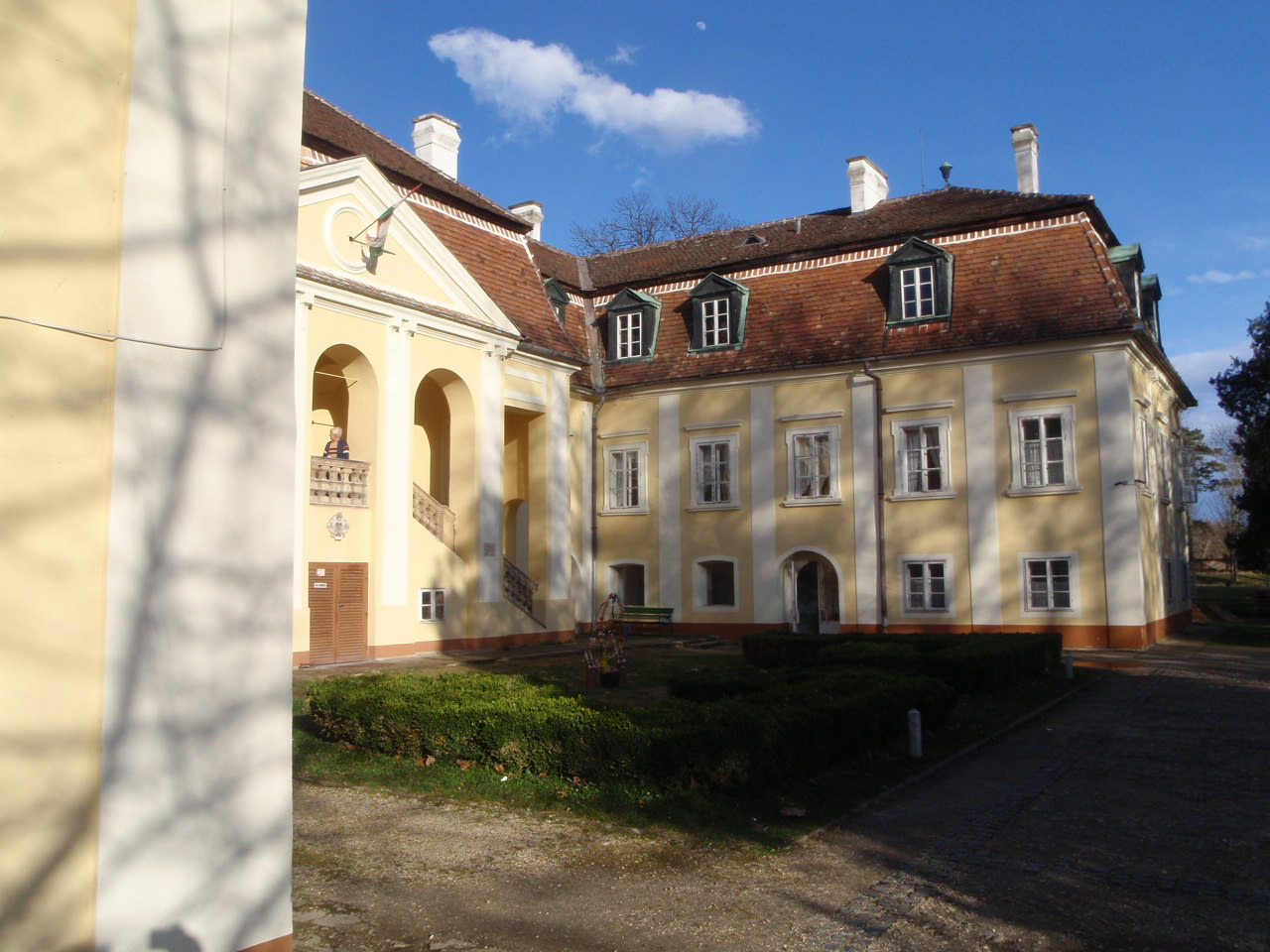
Kastély nyugati főhomlokzata
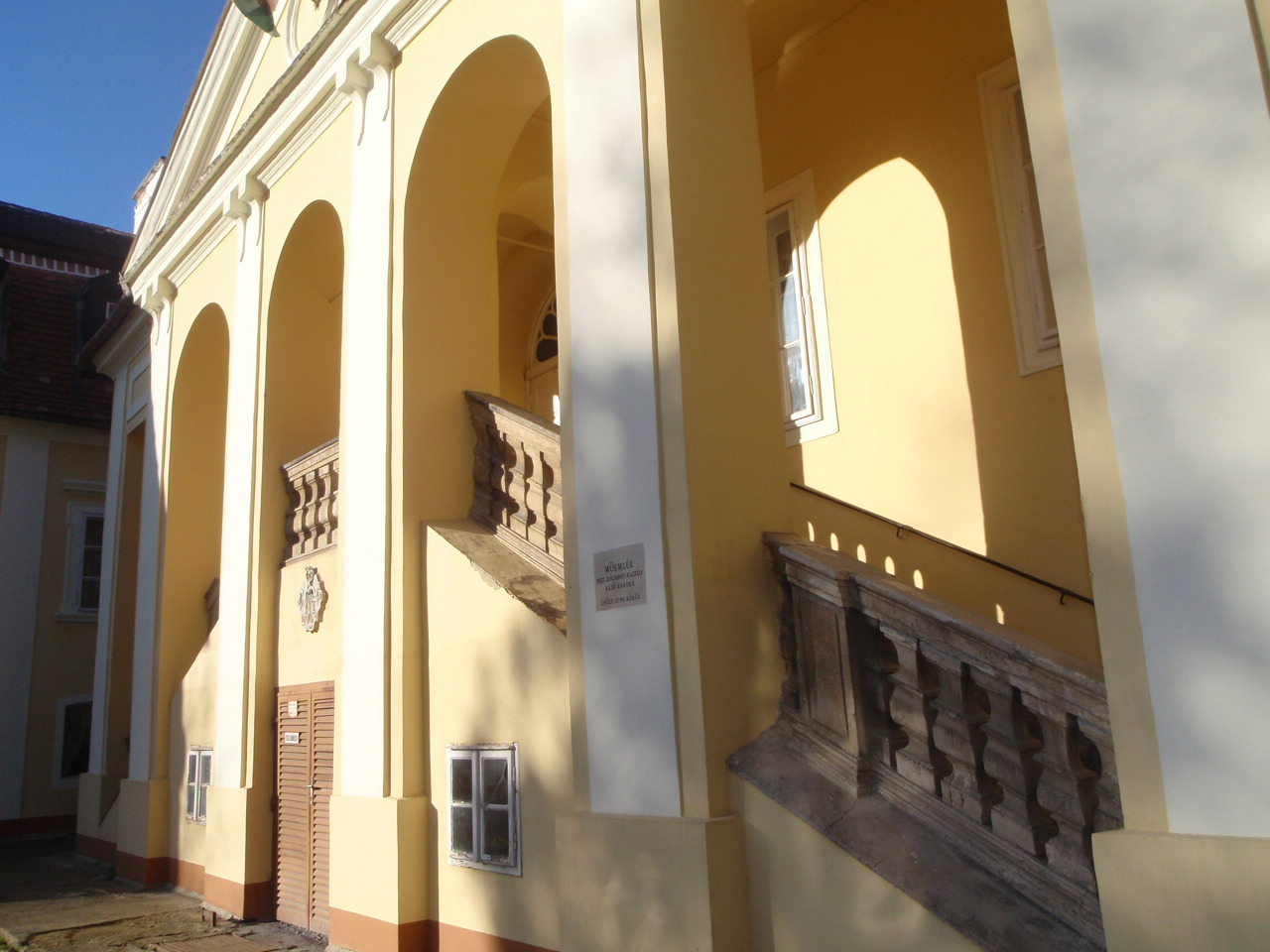
Kastély főhomlokzat
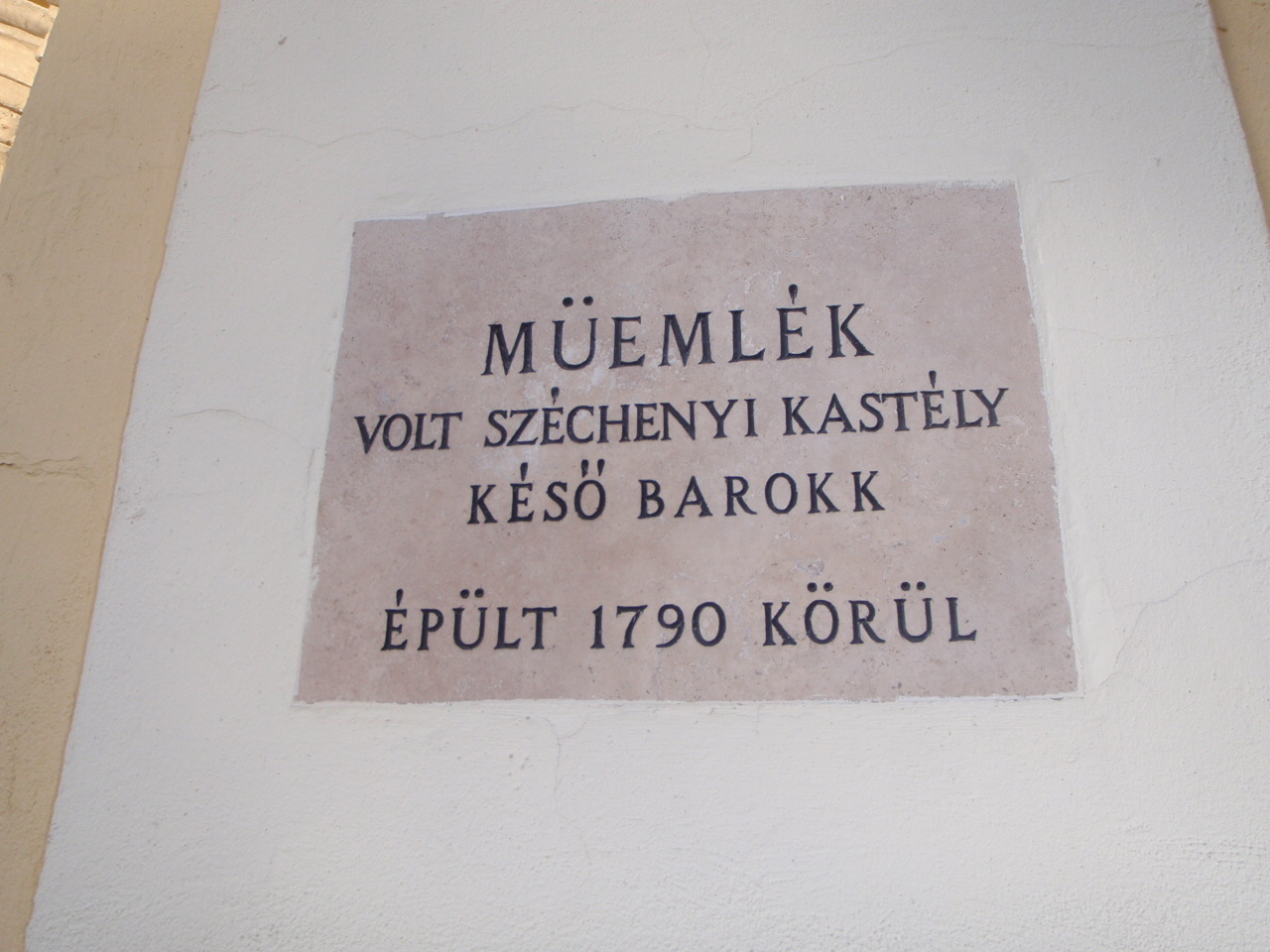
Műemlék
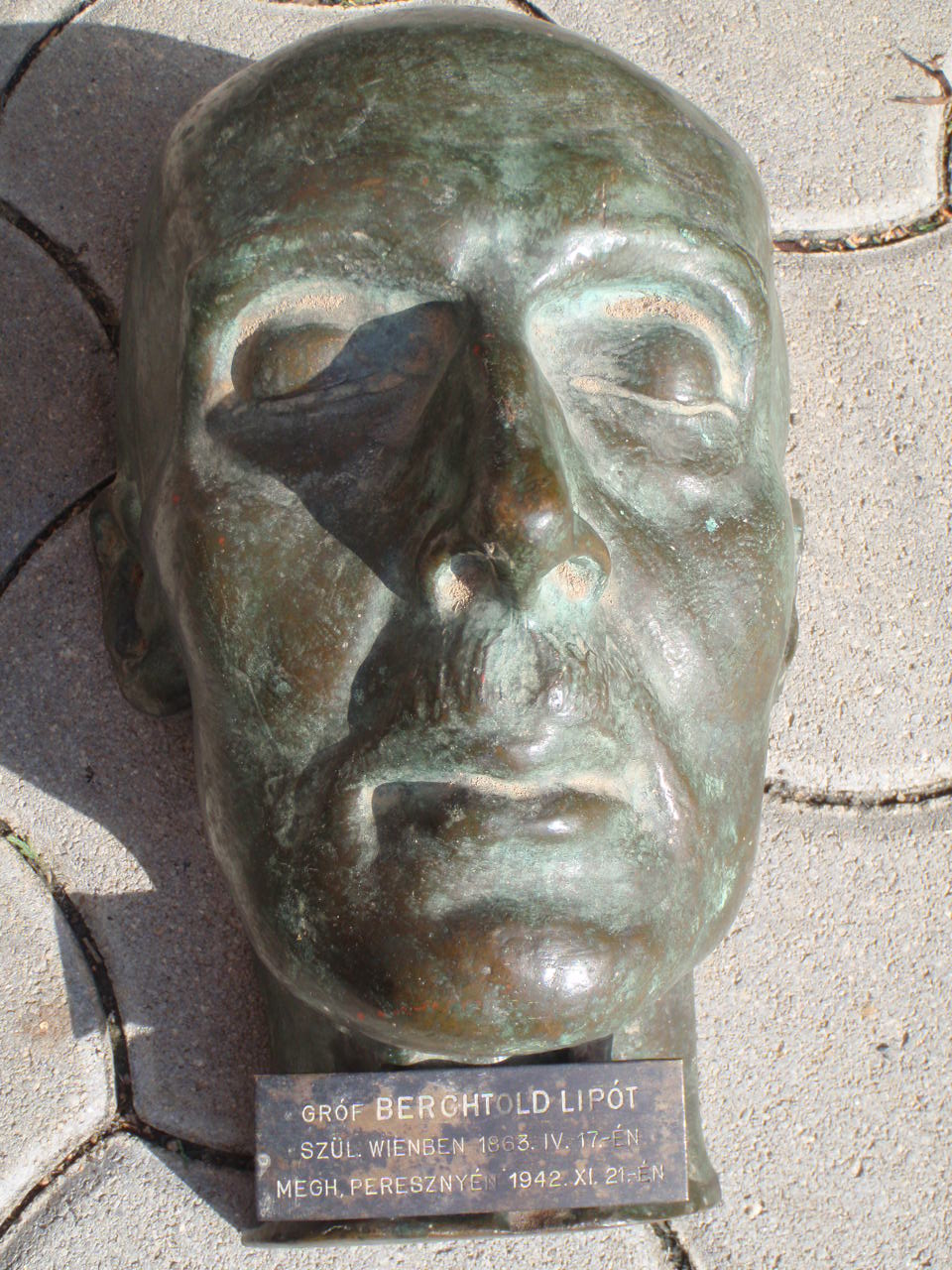
Leopold von Berchtold mellszobor
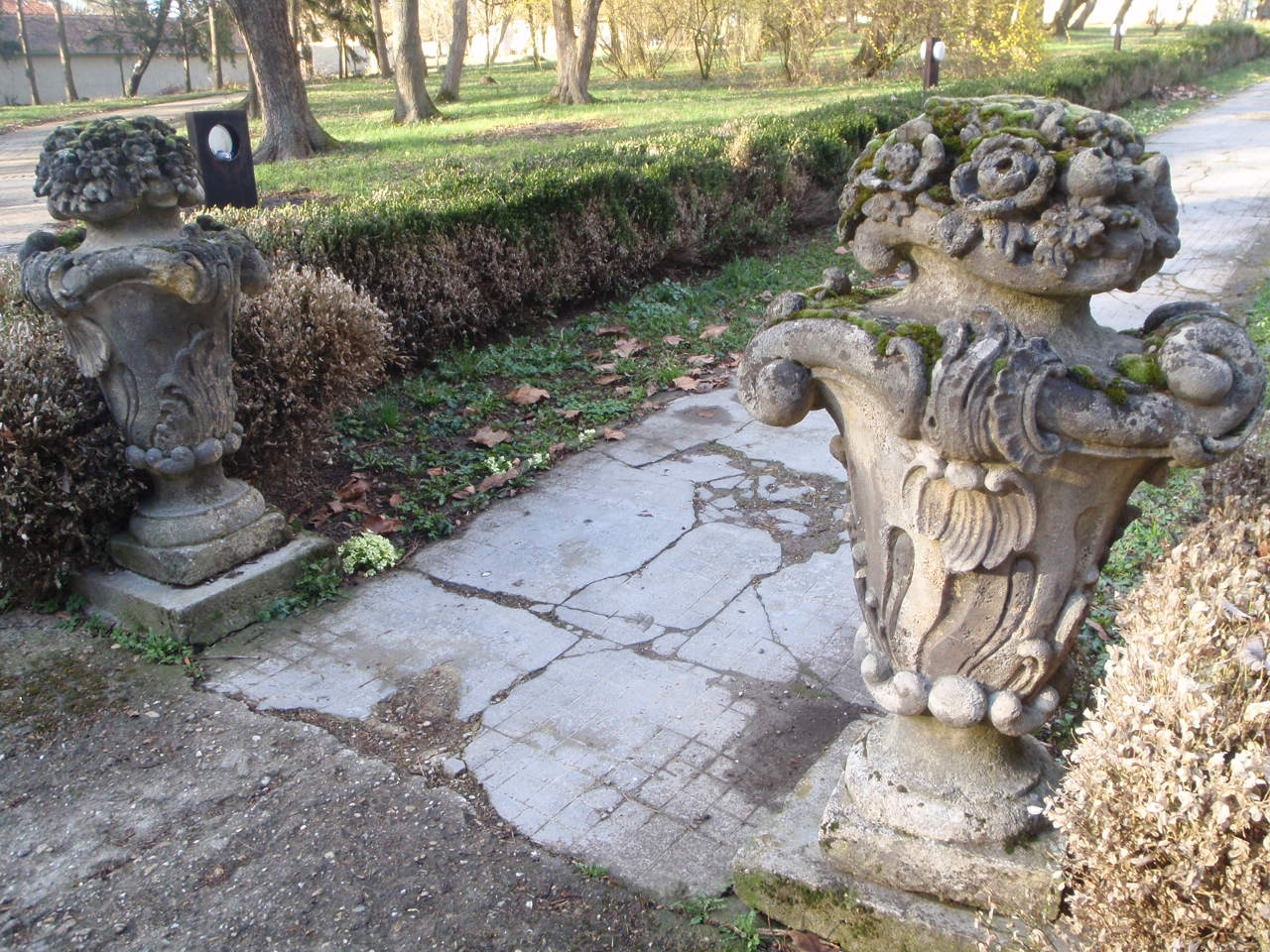
Kastélyhoz vezető gyalogút kővázái
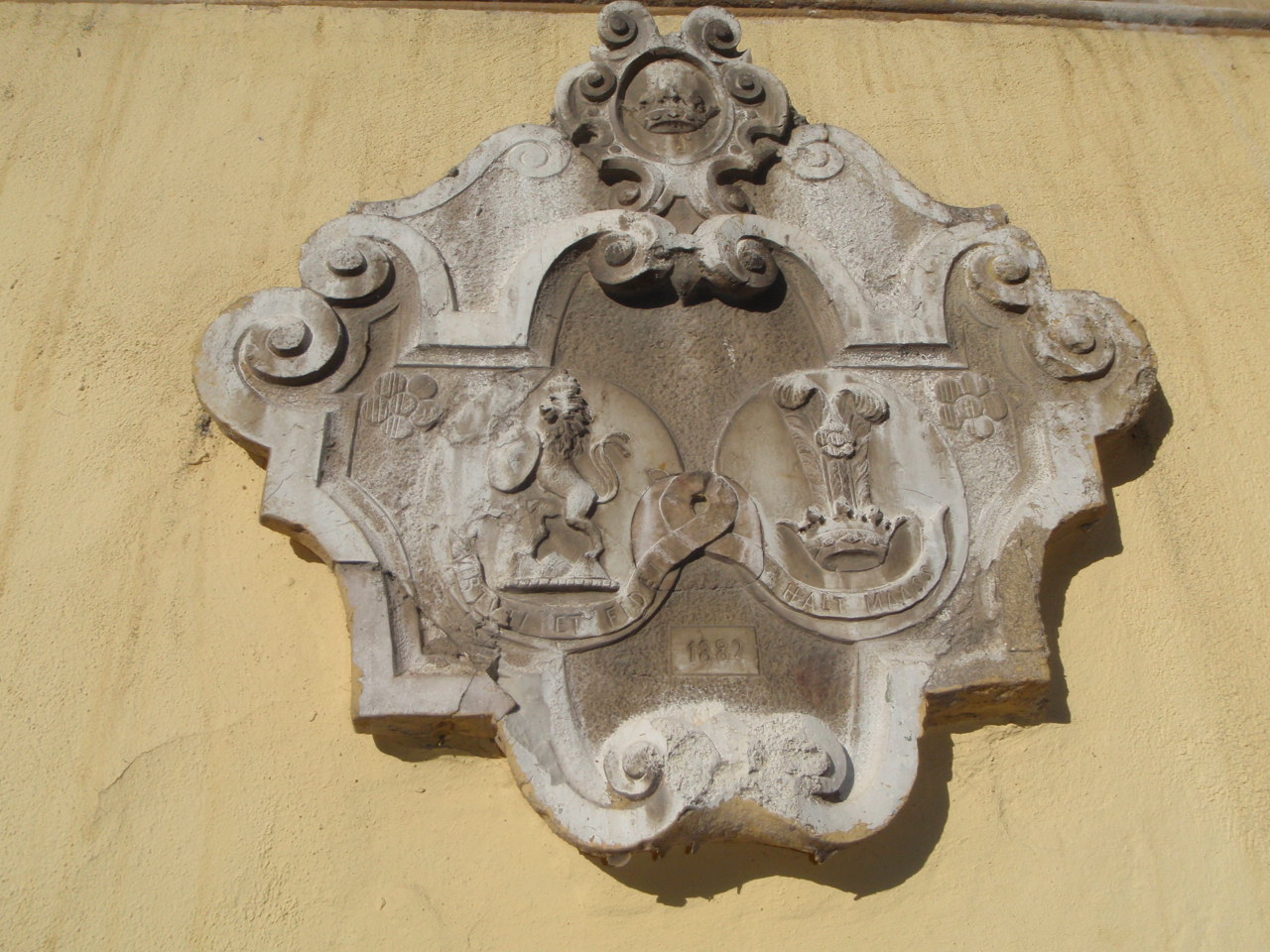
Kastély címer (1882)
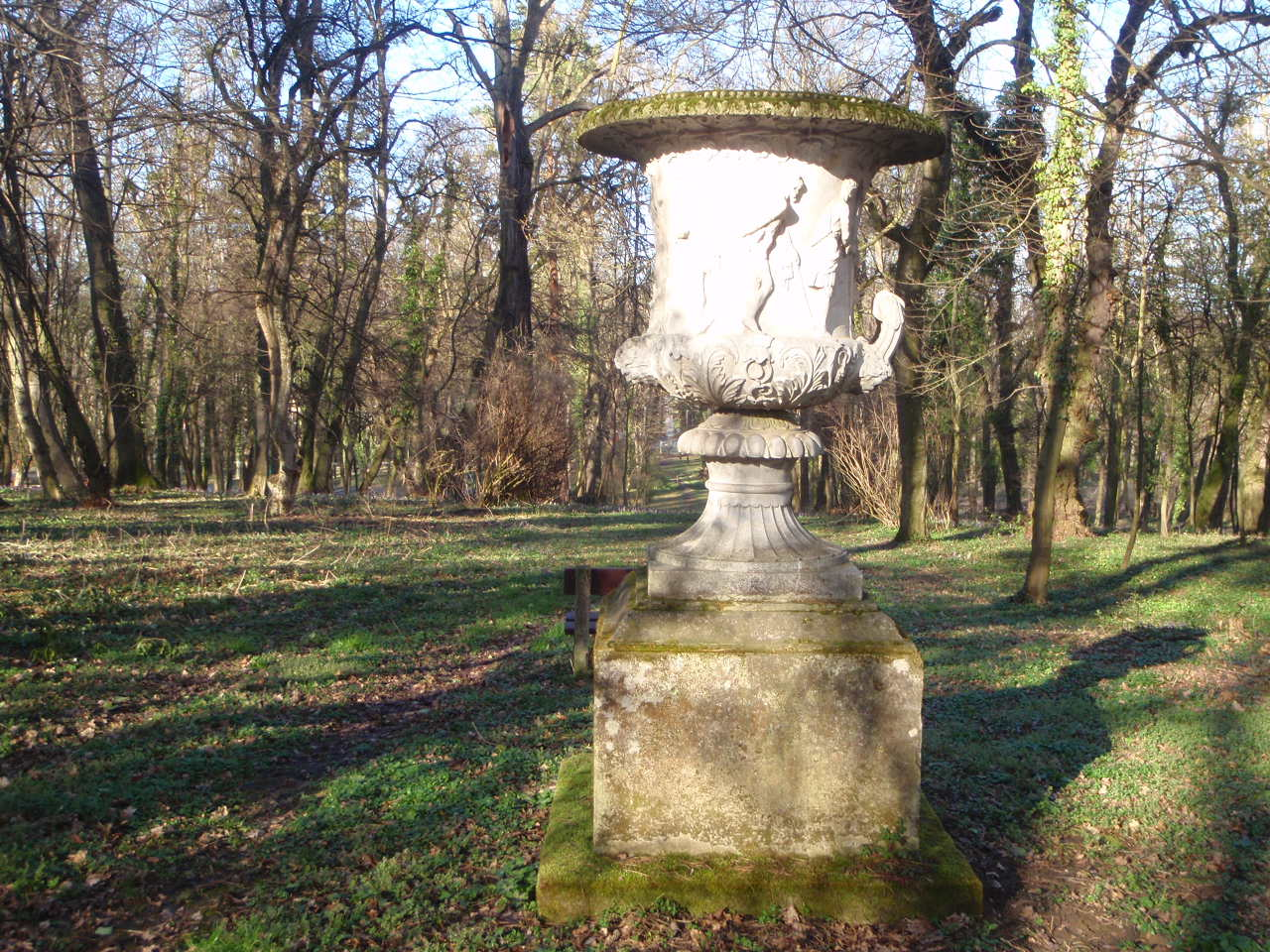
Kehely a parkban
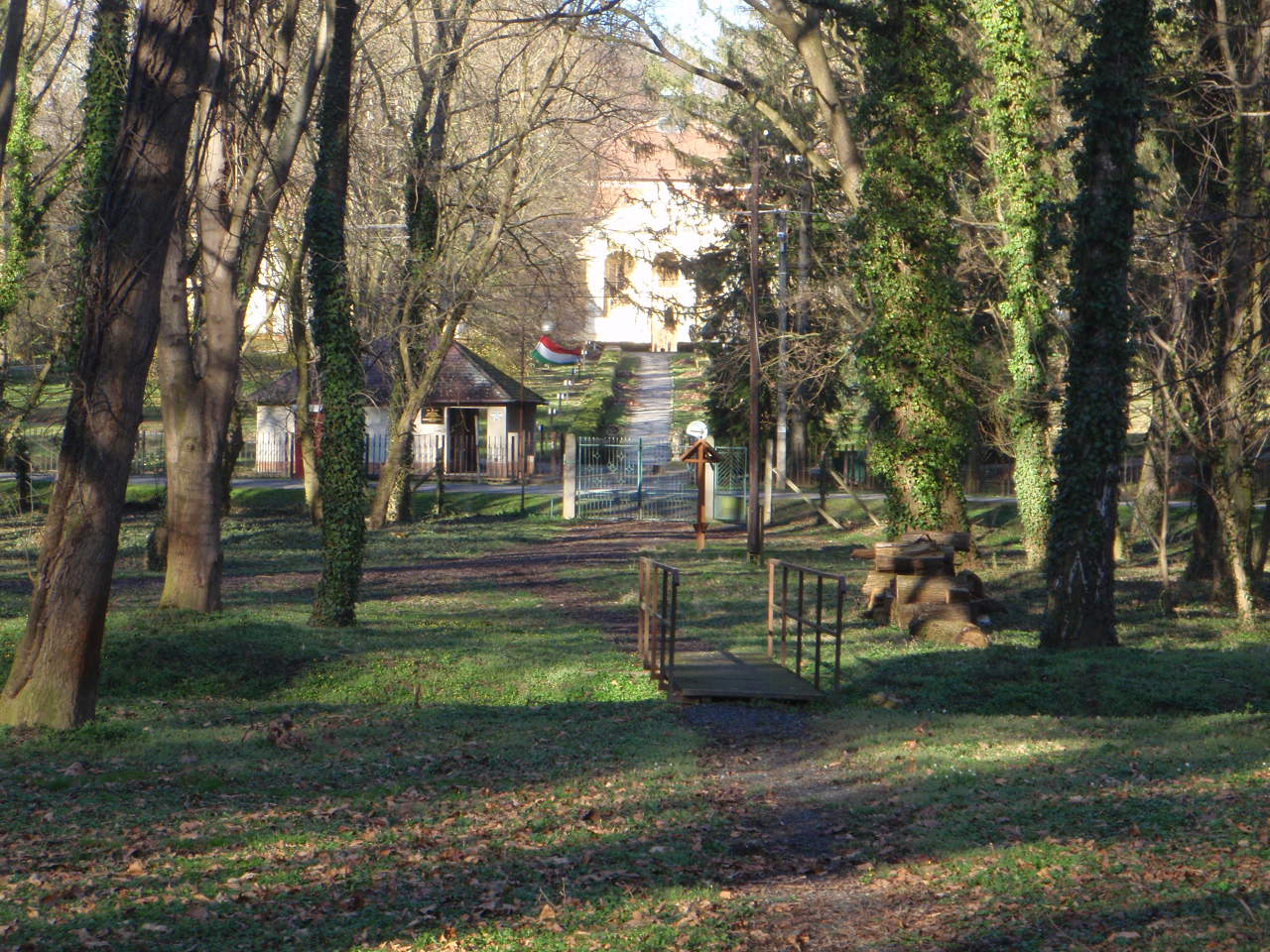
Allé a kehelytől a kastélyig
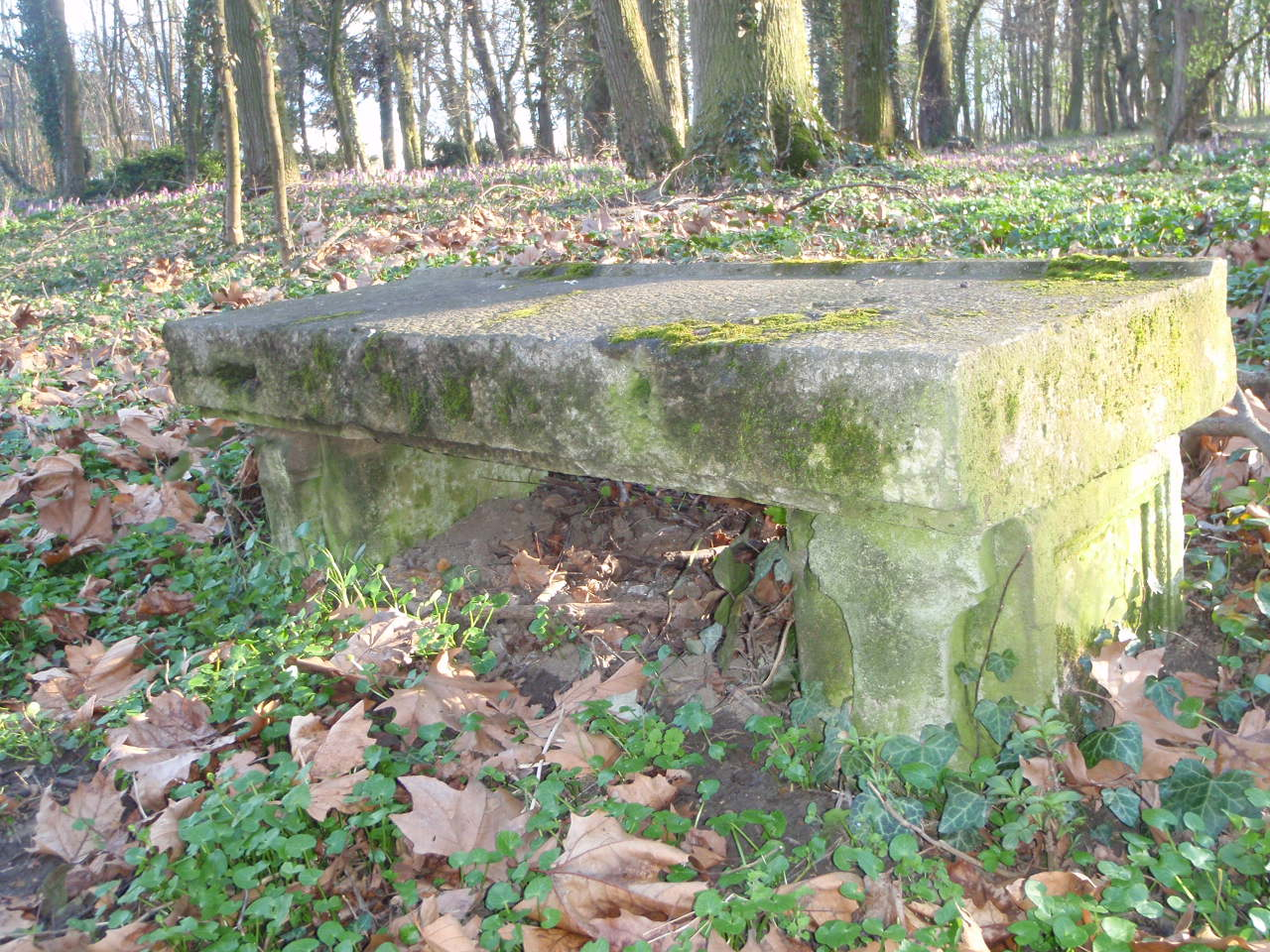
Barokk ülőpad
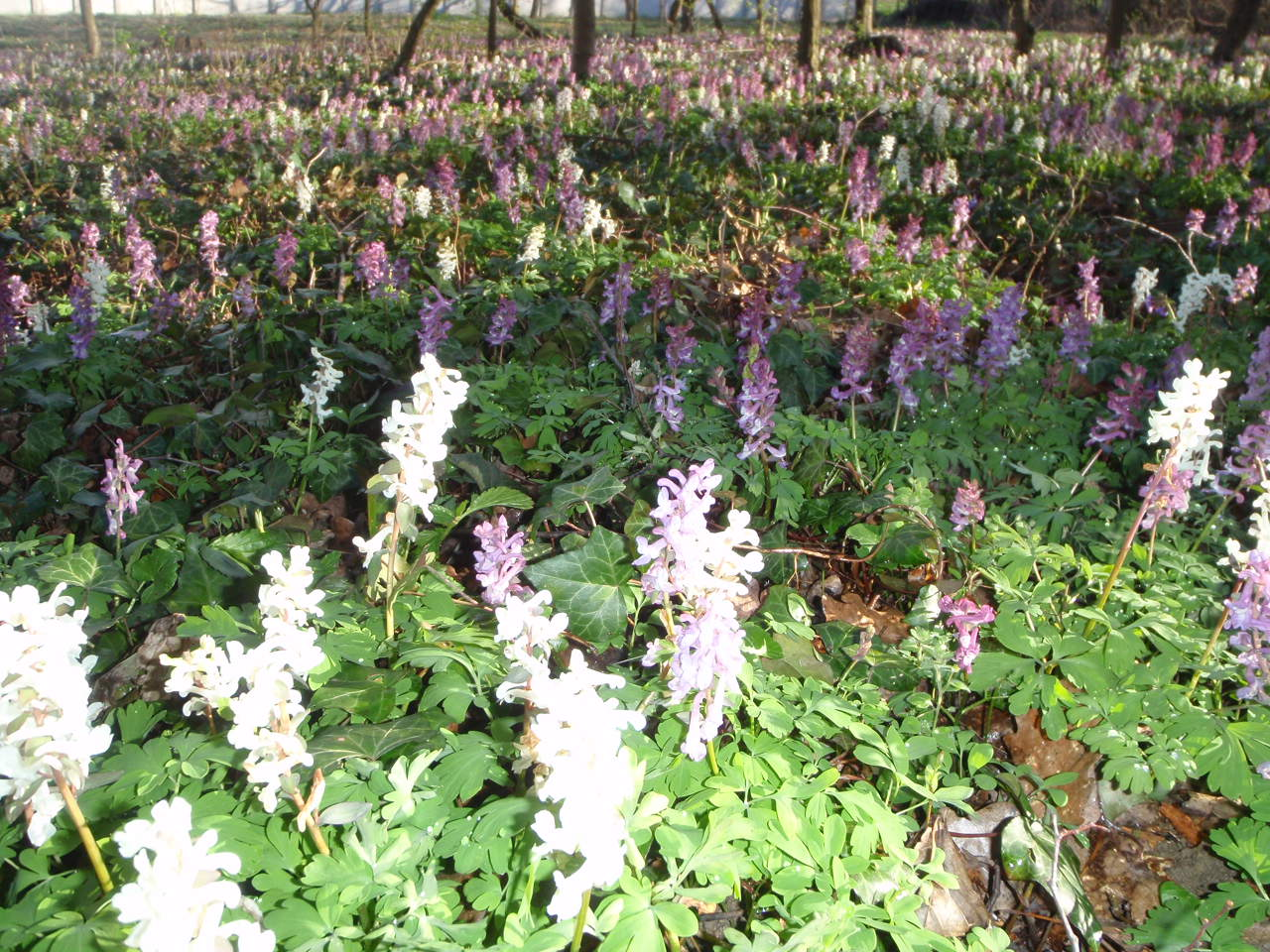
Odvas keltike a parkban
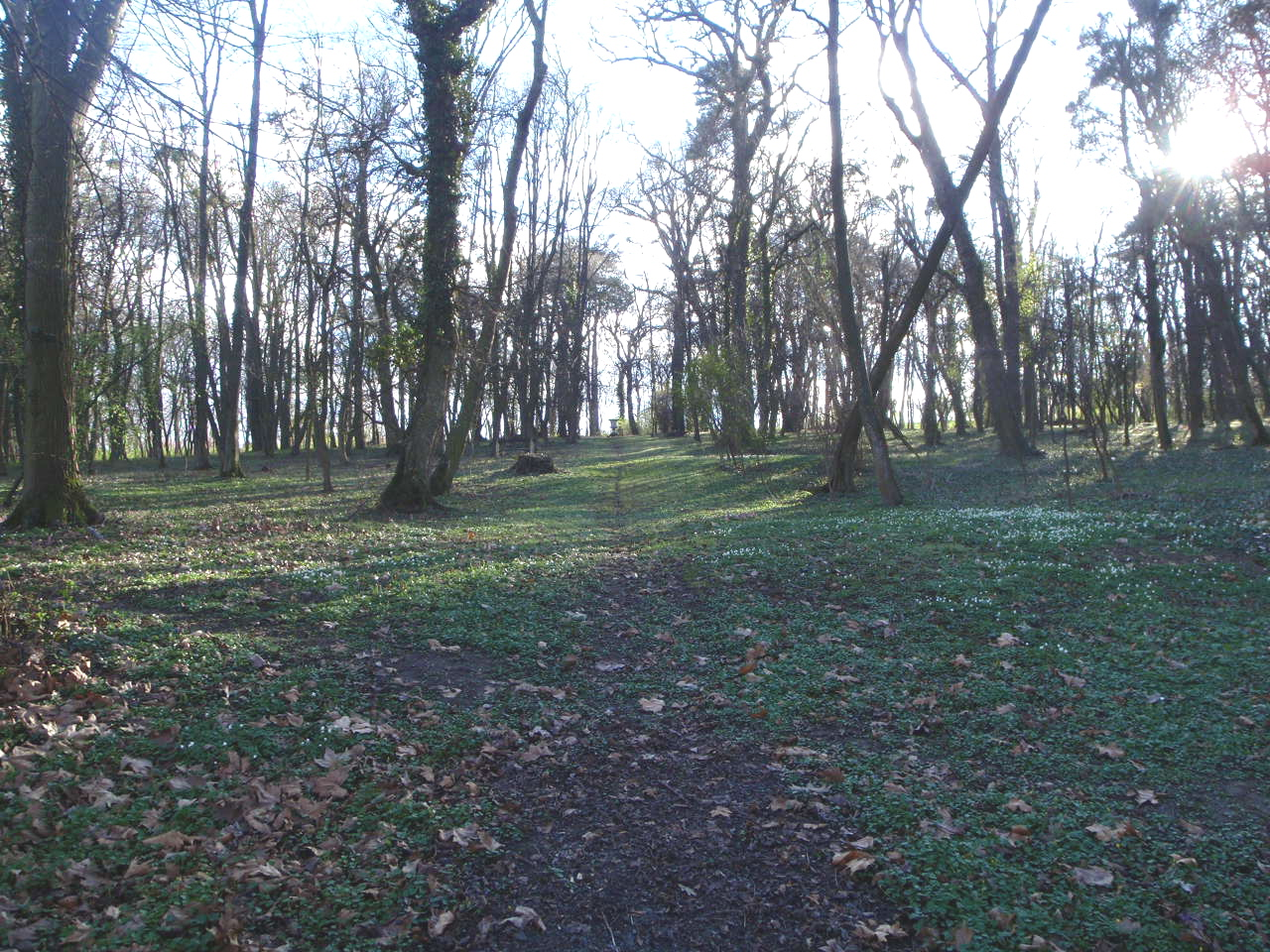
Allé a kehelyhez
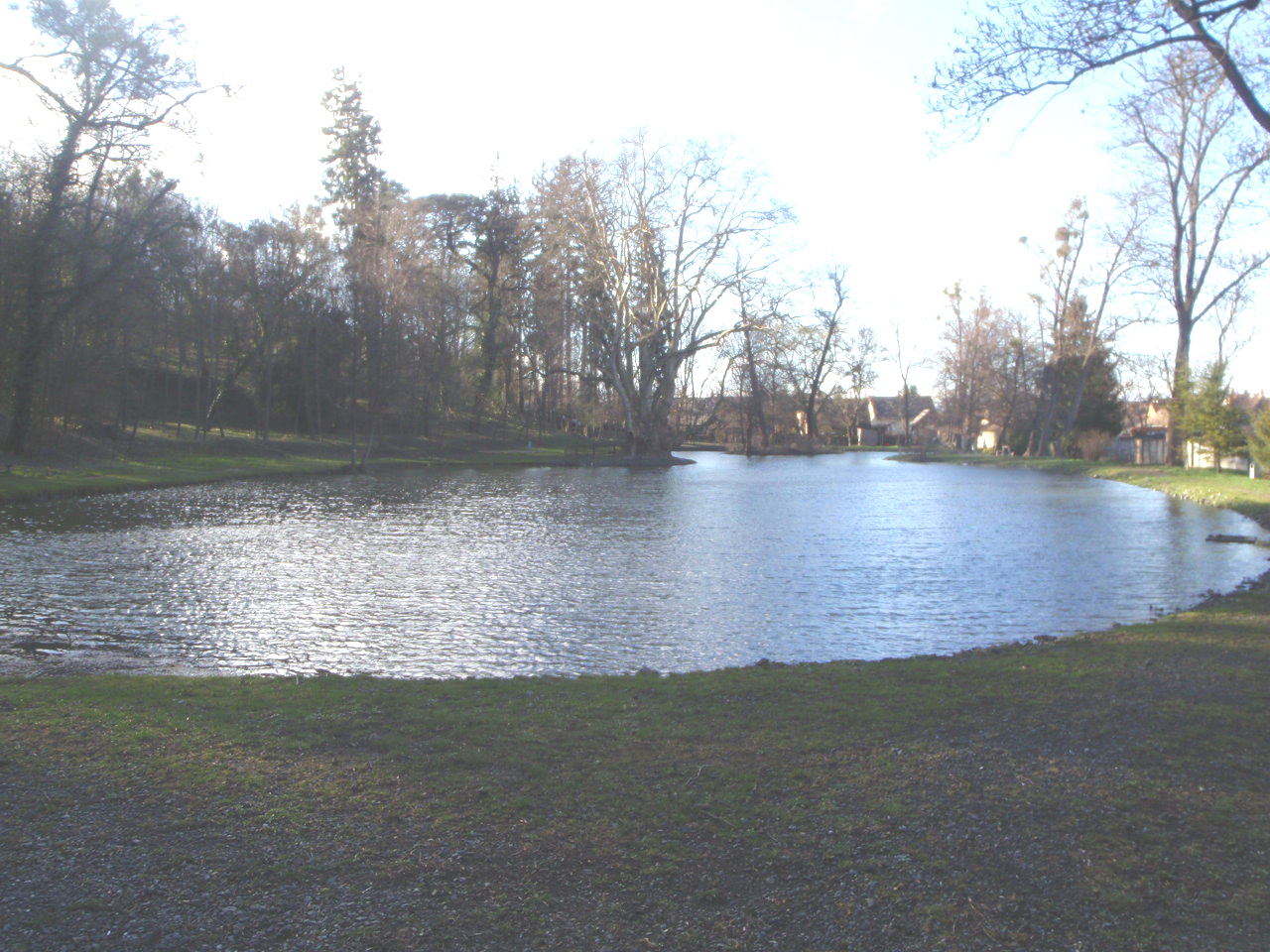
Halastó
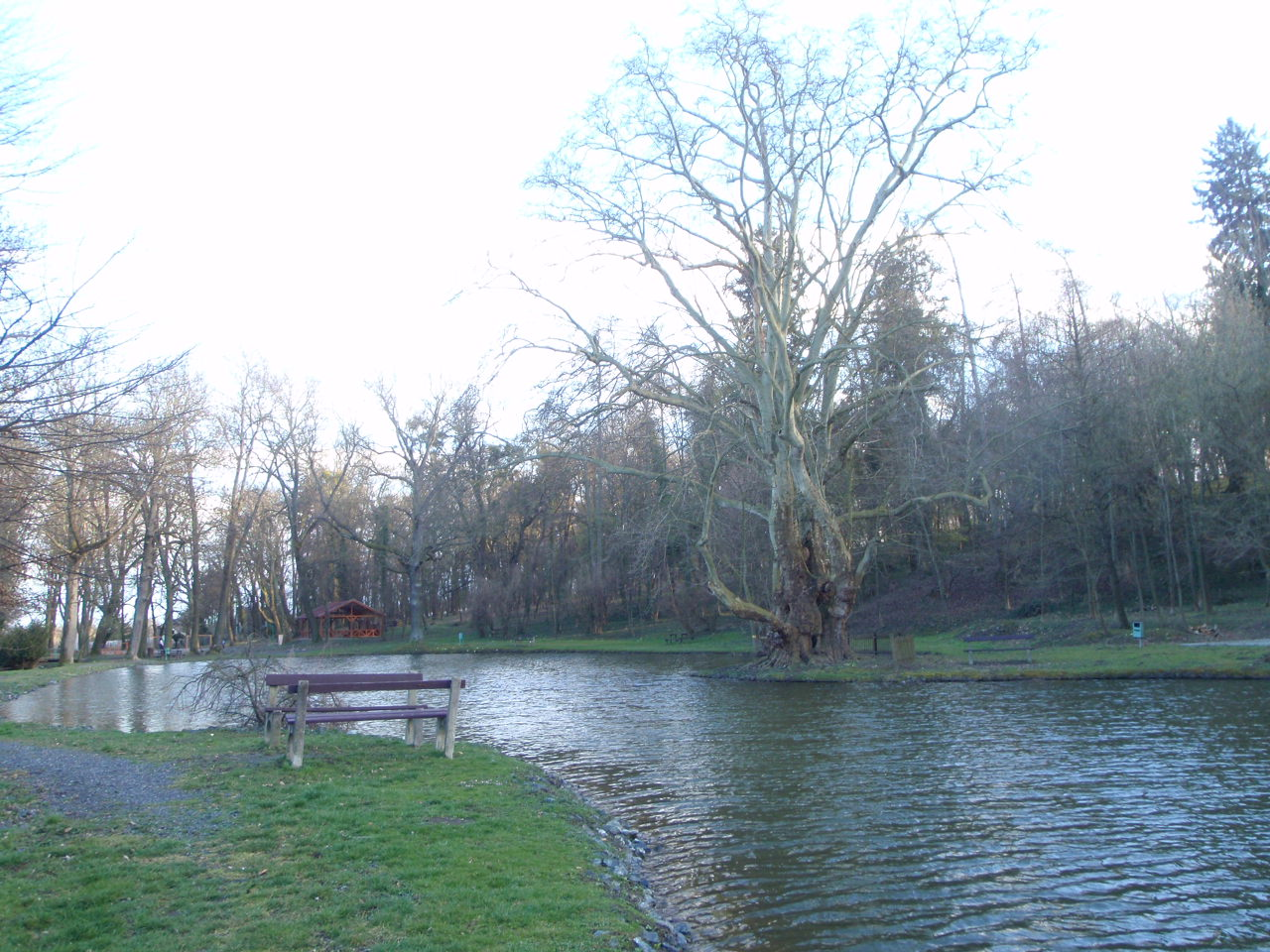
Idős platán a tó partján
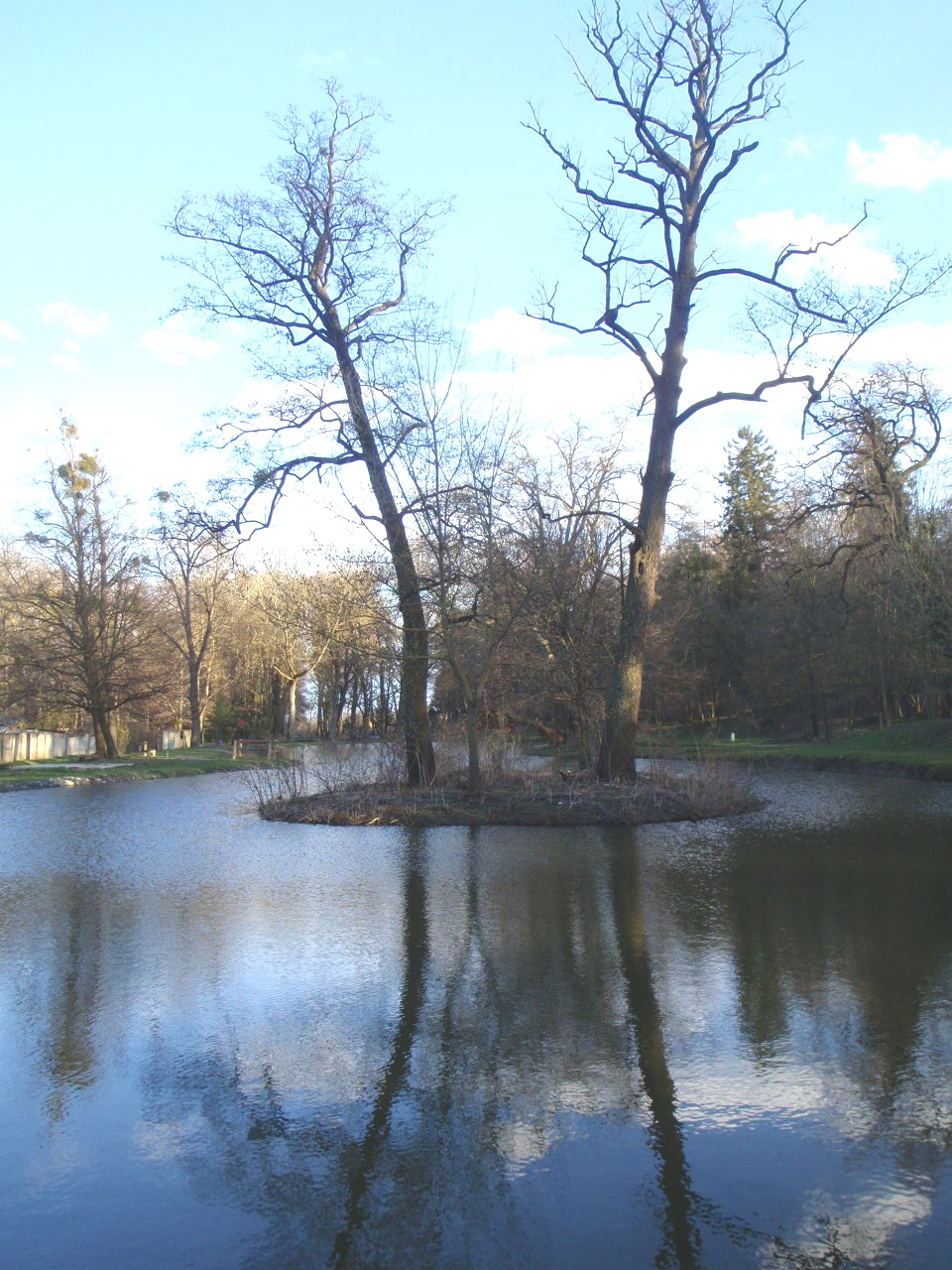
Rousseau sziget
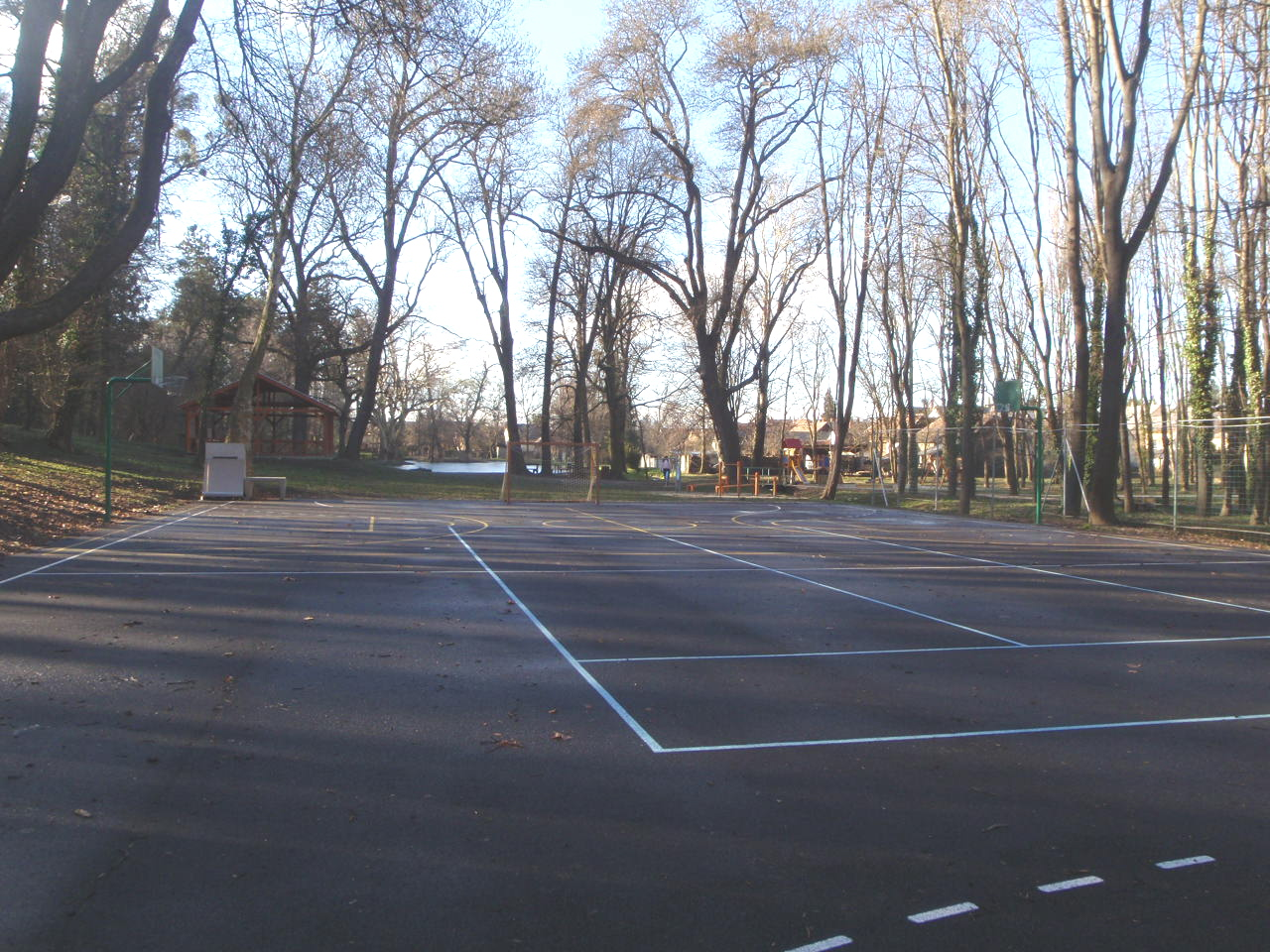
Új fitness park
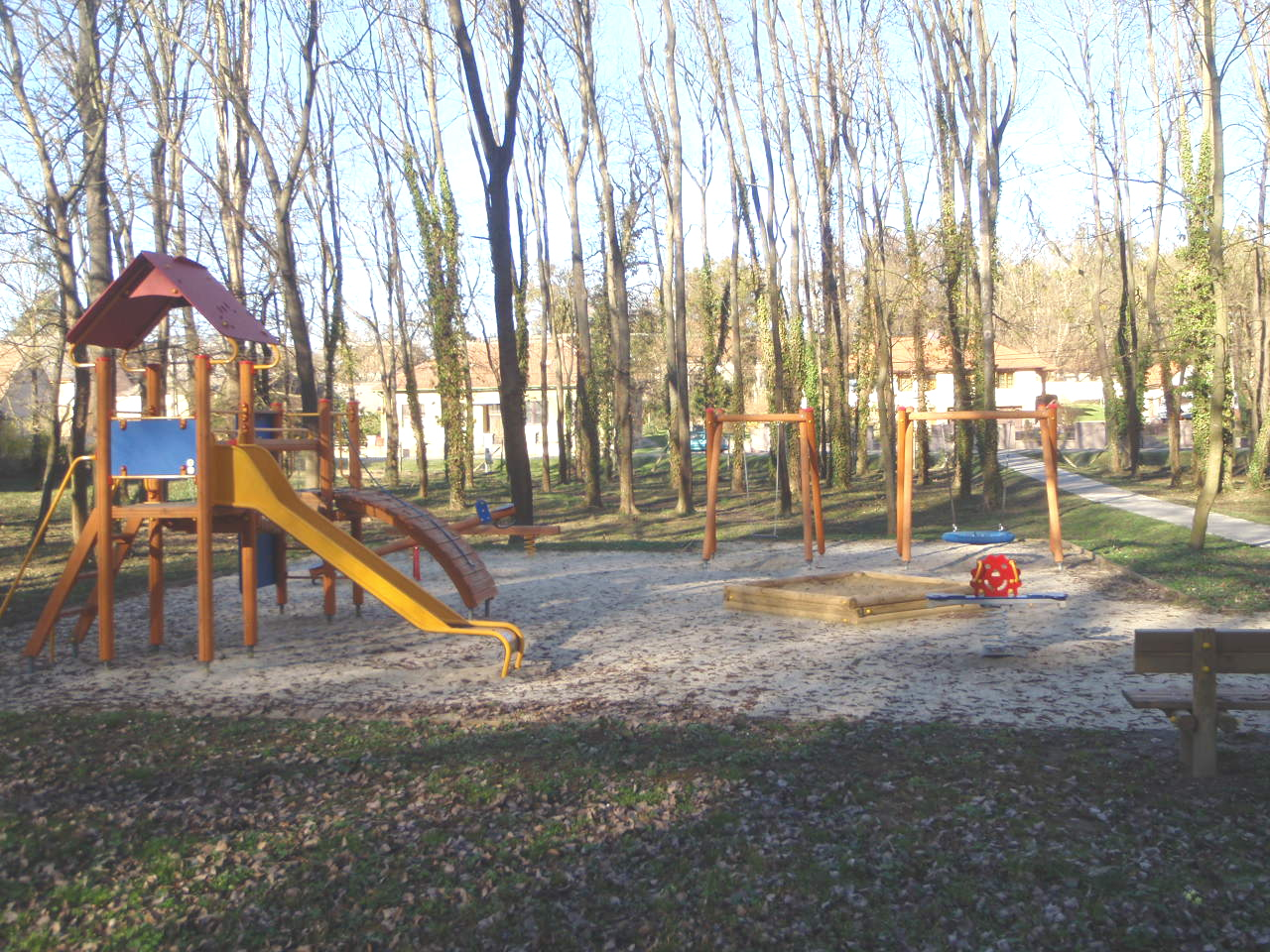
Új játszótér